# Elhaida Dani
Elhaida Dani (Shkodër, Albania, 17 de febrero de 1993) es una cantante albanesa. Saltó a la fama tras ganar Star Academy Albania en 2009, y Top Fest en 2012. Más tarde ese año, hizo una audición para La Voz de Italia, y ganó el concurso con más del 70 % de los votos del público. Lanzó su primer sencillo "Baciami e Basta" a través de Universal Music en Italia.
En diciembre de 2014 ganó el 53° edición de Festivali i Kenges con la canción "Diell" ("Sol"), y que iba a representar a Albania en la Festival de la Canción de Eurovisión 2015 en Viena, Austria con esta canción. Sin embargo, el 23 de febrero de 2015 Dani anunció que los compositores de la canción retiraron la canción de la competición y que estaban realizando una canción diferente para Eurovisión. Al día siguiente, se reveló que la canción se llamaría "I'm Alive".

## Biografía

### Comienzos
Elhaida Dani se crio en el seno de una familia fervientemente musulmana y ya desde la edad de seis años empezó a tocar el piano, sin embargo su debut como cantante no tendría lugar hasta el 2008, cuando participó por primera vez en el festival Kënga Magjikë con una canción titulada "Fjalla e fundit" (La última palabra), compuesta por el célebre Flori Mumajesi, sin embargo, la victoria aquella edición del evento se la llevó Jonida Maliqi.
Sólo un año después, Elhaida participó en la versión albanesa de Star Academy, ganando el programa, tras lo cual, competiría exitosamente en varios certámenes musicales del resto de los balcanes. Fue sin embargo a partir del año 2011, cuando la popularidad de la cantante en su país empezó a crecer. Ese mismo año participó en el Festivali i Kënges con la canción "Mjera vjet", que a pesar de quedar última con cero puntos, empezó a generar mayor popularidad para la cantante, una popularidad que se confirmaría sólo un año después con su participación en el Top Fest, el que fue el tercer festival de la canción más importante de Albania. Elhaida interpretó aquella noche su canción "Sje me" (Ya no eres tú), compuesta por Kledi Bahiti, compositor habitual de cantantes como Jonida Maliqi o Anxhela Peristeri. Aquella canción fue ovacionada tanto por cítica y por jurado, logrando ganar el evento.

### La voz de Italia
Tras su victoria en el Top Fest, Elhaida Dani emigró a Italia, donde participó en la versión italiana del concurso La Voz. Después de pasar el casting, eligió entrar en el equipo de Riccardo Cocciante, el que se convertiría en su mentor, logrando pasar todas las eliminatorias hasta que en mayo del 2013 llegó a la final. Posteriormente, ese mismo año, la vocalista grabó su primer EP.

### Festival de Eurovisión 2015
El 28 de diciembre de 2014 resulta ganadora del concurso musical albanés Festivali I Këngës, con la canción "Diell", y por consiguiente fue seleccionada para representar a su país en el Festival de la Canción de Eurovisión 2015 en Viena, Austria.
Dos meses después, el 23 de febrero de 2015, la propia cantante anunció en redes sociales que no representaría la canción "Diell" en Viena por problemas con el compositor del tema. Ese mismo día también se supo que participaría con el tema titulado "I´m Alive", compuesto y producido por los autores albano-kosovares Zzap & Chriss. Finalmente, ya en Eurovisión, Elhaida pasó la semifinal y clasificó a su país para la gran final, en la que quedó en el puesto decimoséptimo. 

### Siguientes proyectos
Después de su paso por Eurovisión el que había sido su mentor en La Voz, Riccardo Cocciante, contactó con Elhaida para que ella misma interpretara el papel de Esmeralda en el Exitoso musical Notre Dame de Paris, en el que ha estado participando hasta ahora y con el que la vocalista ha visitado numerosos países tanto en Europa como en Asia. Esto no fue un obstáculo para que Elhaida prosiguiera con su carrera musical en su Albania natal, pues en el 2017 participó en el Kënga Magjikë por primera vez en ocho años interpretando la canción "E ngrirë" (Congelada), compuesta y escrita por ella misma y arreglada por el creador macedonio Darko Dimitrov. Con aquella canción, que fue aclamada por el público, la cantante pasó la semifinal de aquel concurso y finalmente, quedó subcampeona en la gran final, solamente superada por su contrincante, Anxhela Peristeri, con la canción "E çmendur".

## Discografía

### Extended plays
| Título       | Detalles                                                                                    | Posiciones en listas | Certificaciones |
| Título       | Detalles                                                                                    | ITA                  | Certificaciones |
| ------------ | ------------------------------------------------------------------------------------------- | -------------------- | --------------- |
| Elhaida Dani | - Lanzamiento: 2 de julio de 2013 - Discográfica: Sony BMG - Formatos: CD, descarga digital | 28                   |                 |

### Sencillos
| Sencillo                    | Año  | Posiciones en listas | Certificaciones                      | Álbum o EP          |
| Sencillo                    | Año  | ITA                  | Certificaciones                      | Álbum o EP          |
| --------------------------- | ---- | -------------------- | ------------------------------------ | ------------------- |
| "Fjala e Fundit"            | 2008 | –                    |                                      | Sencillos sin álbum |
| "Si Asnjëherë"              | 2010 | –                    |                                      | Sencillos sin álbum |
| "Mijëra Vjet"               | 2011 | –                    |                                      | Sencillos sin álbum |
| "S'je Më"                   | 2012 | –                    | 1º premio en Top Fest 2012           | Sencillos sin álbum |
| "When Love Calls Your Name" | 2013 | –                    |                                      | Elhaida Dani        |
| "Baciami e Basta"           | 2013 | –                    |                                      | Elhaida Dani        |
| "In The Sky For a While"    | 2013 | –                    |                                      | Elhaida Dani        |
| "Diell"                     | 2014 | –                    | 1º premio en Festivali i këngës 2014 | Sencillos sin álbum |
| "I'm Alive"                 | 2015 | –                    |                                      | I'm Alive           |
| "Në Jetë"                   | 2015 | –                    |                                      | I'm Alive           |
| "Më mbaj"                   | 2017 | _                    |                                      | Sencillos sin álbum |
| "E ngrirë"                  | 2017 | _                    | 2º premio Kënga Magjikë 2017         | Sencillos sin álbum |
| "Amazing"                   | 2017 | _                    |                                      | Sencillos sin álbum |
| "Sugar wings"               | 2017 | _                    |                                      | Sencillos sin álbum |
| "Plas"                      | 2018 | _                    |                                      | Sencillos sin álbum |
| "Clean up your mess"        | 2019 | _                    |                                      | Sencillos sin álbum |